# 徐浩修
徐 浩修（ソ・ホス、서호수、1736年旧暦9月25日 - 1799年旧暦1月10日）は、李氏朝鮮の文臣、実学者。字は養直。号は鶴山樵夫。本貫は大邱。

## 人物
1756年、科挙の進士に及第、1765年には殿試にも擢第し、最終的に階位は正憲、吏曹判書に昇進した。
1770年には、朝鮮古今の文物制度を記す「東国文献備考」の編纂に着手し、奎章閣の設立にも関与した。1776年の正祖の即位に際して清への進賀兼謝恩使に随伴し、1781年には奎章閣の漢籍目録を撰修、1798年には正祖の文集「弘斎全書」の編纂を主宰した。特に西洋の数理科学や天文学を得意とし、「数理精蘊補解」「律呂通義」などを著し、また観象監提調として「国朝暦象考」「七政歩法」などの暦法書を監修した。著書にはその他「海東農書」「燕行紀」などがある。